# Ma trận lũy linh
Trong đại số tuyến tính, một ma trận lũy linh là một ma trận vuông N sao cho
{\displaystyle N^{k}=0\,}
với k là số nguyên dương. Số k nhỏ nhất thỏa mãn biểu thức trên được gọi là bậc của ma trận lũy linh N.

### Ví dụ
Ma trận 
{\displaystyle M={\begin{bmatrix}0&1\\0&0\end{bmatrix}}}
là ma trận lũy linh với bậc là 2 (vì {\displaystyle M^{2}=0} và {\displaystyle M\neq 0}).
Ma trận
{\displaystyle N={\begin{bmatrix}0&2&1&6\\0&0&1&2\\0&0&0&3\\0&0&0&0\end{bmatrix}}}
là ma trận lũy linh với bậc là 4 (vì {\displaystyle N^{4}=0} và {\displaystyle N^{3}\neq 0}).

## Các tính chất đặc trưng
Cho N là một ma trận vuông cấp n với các phần tử thực (hoặc phức), các mệnh đề sau là tương đương:
1. N lũy linh.
2. Đa thức cực tiểu của N là λk với số nguyên dương k ≤ n.
3. Đa thức đặc trưng của N là λn.
4. N có trị riêng duy nhất là 0.
5. tr(Nk) = 0 với mọi k ≥ 0.

Định lý cũng đúng cho các ma trận trên mọi trường.

### Hệ quả
- Bậc của một ma trận lũy linh luôn luôn nhỏ hơn hoặc bằng cấp của nó. Ví dụ mọi ma trận lũy linh cấp 2 × 2 đều có bình phương bằng 0.
- Định thức và vết của một ma trận lũy linh luôn bằng 0.
- Một ma trận 2 × 2 là lũy linh khi và chỉ khi cả định thức và vết của nó bằng 0.
- Ma trận đường chéo lũy linh duy nhất là ma trận không.

## Các tính chất khác
- Nếu M và N là 2 ma trận lũy linh và tích của chúng có tính giao hoán thì M+N và MN đều là các ma trận lũy linh,
- Nếu N là ma trận lũy linh thì, thì ma trận I + N khả nghịch (với I là ma trận đơn vị cấp n), đồng thời::{\displaystyle \det(I+N)=1,\!\,}:
- Nếu N là một ma trận thỏa mãn::{\displaystyle \det(I+tN)=1\!\,}: với mọi t, thì N lũy linh.
- Mọi ma trận suy biến đều có thể viết thành tích của các ma trận lũy linh.